# Codi ATC N02
El  codi ATC N02, descrit com Analgèsics, és una subgrup terapèutic de l'Anatomical, Therapeutic, Chemical Classification System (ATC). La classificació ATC és un sistema de codis alfanumèric desenvolupat per l'Organització Mundial de la Salut (OMS) per als fàrmacs i altres productes sanitaris. El subgrup N02 és part del grup anatòmic N Sistema nerviós.

Els codis per a ús veterinari (codis ATCvet) poden han estat creats afegint la lletra Q davant dels codis ATC humans: QN02... 
Les adaptacions estatals de la classificació ATC poden incloure codis addicionals no presents en aquesta llista, que segueix la versió de l'OMS.

## N02A Opioides
N02A A Alcaloides de l'opi naturals
N02A B Derivats de la fenilpiperidina
N02A C Derivats de la difenilpropilamina
N02A D Derivats del benzomorfan
N02A E Derivats de la oripavina
N02A F Derivats del morfinan
N02A G Opioides en combinació amb antiespasmòdics
N02A X Altres opioides

## N02B Altres analgèsics i antipirètics
N02B A Àcid salicílic i derivats
N02B B Pirazolones
N02B E Anilides
N02B G Altres analgèsics i antipirètics

## N02C Preparats per la migranya
N02C A Alcaloides de l'ergotamina
N02C B Derivats dels corticoesteroides
N02C C Agonistes selectius de la serotonina (5-HT 1)
N02C X Altres preparats antimigranyosos